# Hontianske Moravce
Hontianske Moravce este o comună slovacă, aflată în districtul Krupina din regiunea Banská Bystrica. Localitatea se află la altitudinea de 147 m deasupra n.m., se întinde pe o suprafață de 16,83 km2 și în 2017 număra 869 de locuitori.

## Istoric
Localitatea Hontianske Moravce este atestată documentar din 1245.

## Demografie
| An:                | 1994 | 2004    | 2014   | 2024    |
| ------------------ | ---- | ------- | ------ | ------- |
| Număr de persoane: | 723  | 893     | 885    | 745     |
| Diferență:         |      | +23,51% | −0,89% | −15,81% |

| An:                | 2023 | 2024   |
| ------------------ | ---- | ------ |
| Număr de persoane: | 760  | 745    |
| Diferență:         |      | −1,97% |